# The Pros and Cons of Hitch Hiking (single)
The Pros and Cons of Hitch Hiking is een nummer van de Britse muzikant Roger Waters. Het is de eerste single van zijn gelijknamige eerste soloalbum uit 1984. Op 30 april dat jaar werd het nummer op single uitgebracht.

## Achtergrond
De plaat gaat over het personage Reg. Reg lift veel, wat voor hem zowel voor- als nadelen met zich meebrengt. "The Pros and Cons of Hitch Hiking" flopte in thuisland het Verenigd Koninkrijk met een 76e positie in de UK Singles Chart. Wél kende de plaat bescheiden succes in het Nederlandse taalgebied.
In Nederland werd de plaat door dj's Tom Mulder en Frits Spits regelmatig gedraaid op Hilversum 3 en werd een radiohit in de destijds drie landelijke hitlijsten op de nationale publieke popzender. De plaat bereikte de 16e positie in de Nederlandse Top 40, de 18e positie in de Nationale Hitparade en de 17e positie in de TROS Top 50. In de Europese hitlijst op Hilversum 3, de TROS Europarade, werd géén notering behaald.
In België bereikte de plaat de 29e positie in de voorloper van de Vlaamse Ultratop 50. In de Vlaamse Radio 2 Top 30 en in Wallonië werd géén notering behaald.